# 阿内塔·什切潘斯卡
阿内塔·什切潘斯卡（波蘭語：Aneta Szczepańska，1974年6月20日—），波兰女子柔道运动员。她曾代表波兰参加1996年夏季奥林匹克运动会柔道比赛，获得女子66公斤级银牌。